# ケリー伯爵 (スコットランド貴族)

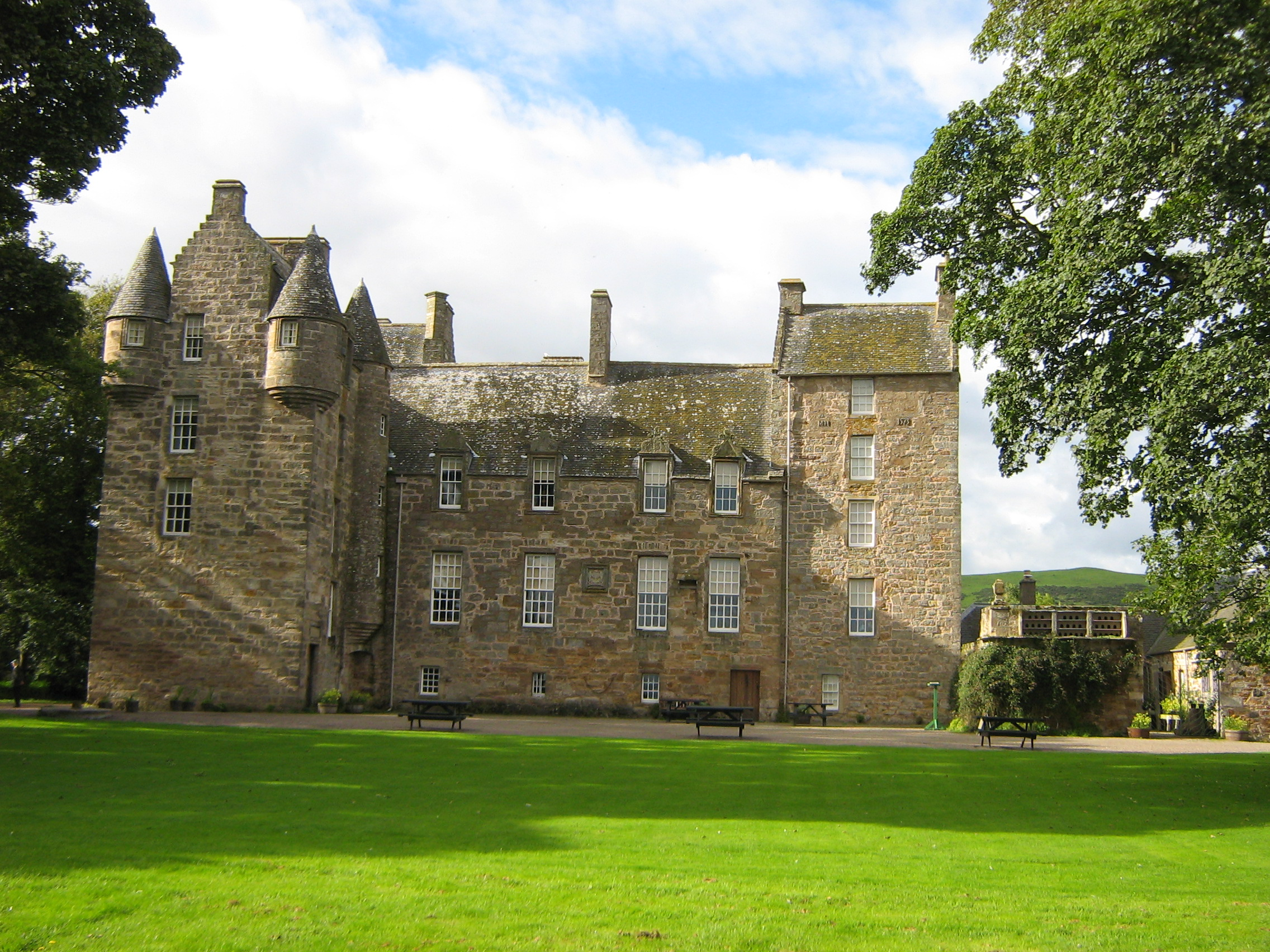
1613年にサー・トマス・アースキンが購入し、アースキン家が邸宅としていたケリー城。1970年よりナショナル・トラスト・フォー・スコットランド所有。

ケリー伯爵（英語: Earl of Kellie）は、イギリスの伯爵位。スコットランド貴族。1619年に初代フェントン子爵トマス・アースキンが叙位されたことに始まる。爵位名はスコットランド・ファイフ州の Barony of Kellie に由来する。
ケリー伯爵は1835年よりマー伯爵が兼ねている。またスターリング城の城代とスコットランドの氏族のひとつアースキン氏族の氏族長を世襲している。

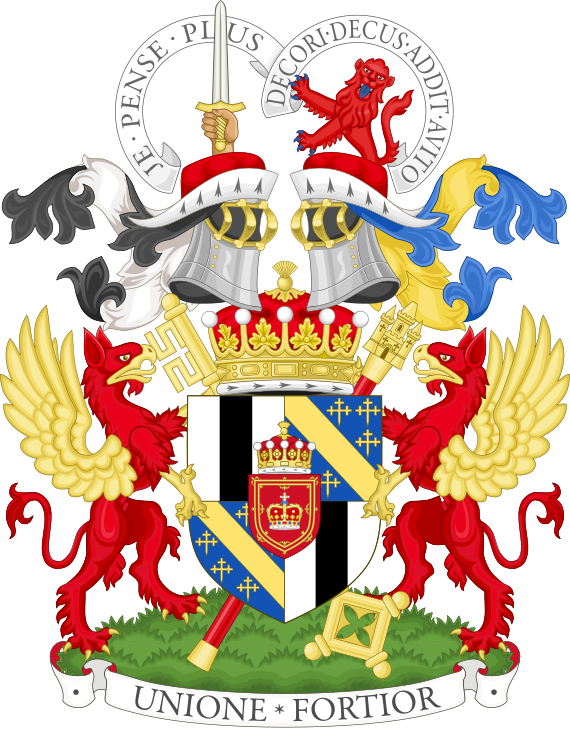
マー伯爵兼ケリー伯爵の紋章。エスカッシャンの後ろに配置された鍵と杖（バトン）は、スターリング城の城代であることを示す

## 歴史
アースキン氏族は、ローランド地方のレンフルーシャー州アースキンに起源を持つスコットランドの氏族である。名前が知られている最初の人物はヘンリー・ド・アースキンで、スコットランド王アレグザンダー2世の1226年3月12日付の書簡に証人として名前が見える。
第一次スコットランド独立戦争において、アースキン氏族はブルース氏族を支持していた。サー・ロバート・アースキンはスコットランド王デイヴィッド2世によって要衝スターリング城の城代とされ、1350年にはスコットランド宮内長官（英語: Chamberlain of Scotland）および北フォースの司法官（Justiciar）にも任命されている。ブルース朝断絶後、アースキン氏族はロバート2世を支持し、ステュアート朝の成立に貢献した。
1435年に第12代マー伯爵アレグザンダー・ステュアートが薨じた後、上記サー・ロバートの孫にあたる初代アースキン卿ロバート・アースキンは、母親が第7代マー伯爵ガルトナイトの血を引いていたことから継承権を請求した。この主張は当初ステュアート朝の王たちに容れられなかったが、1565年にメアリ1世によって遡る形で認める勅許状が発せられ、第6代アースキン卿ジョン・アースキンは第18代マー伯爵となった。

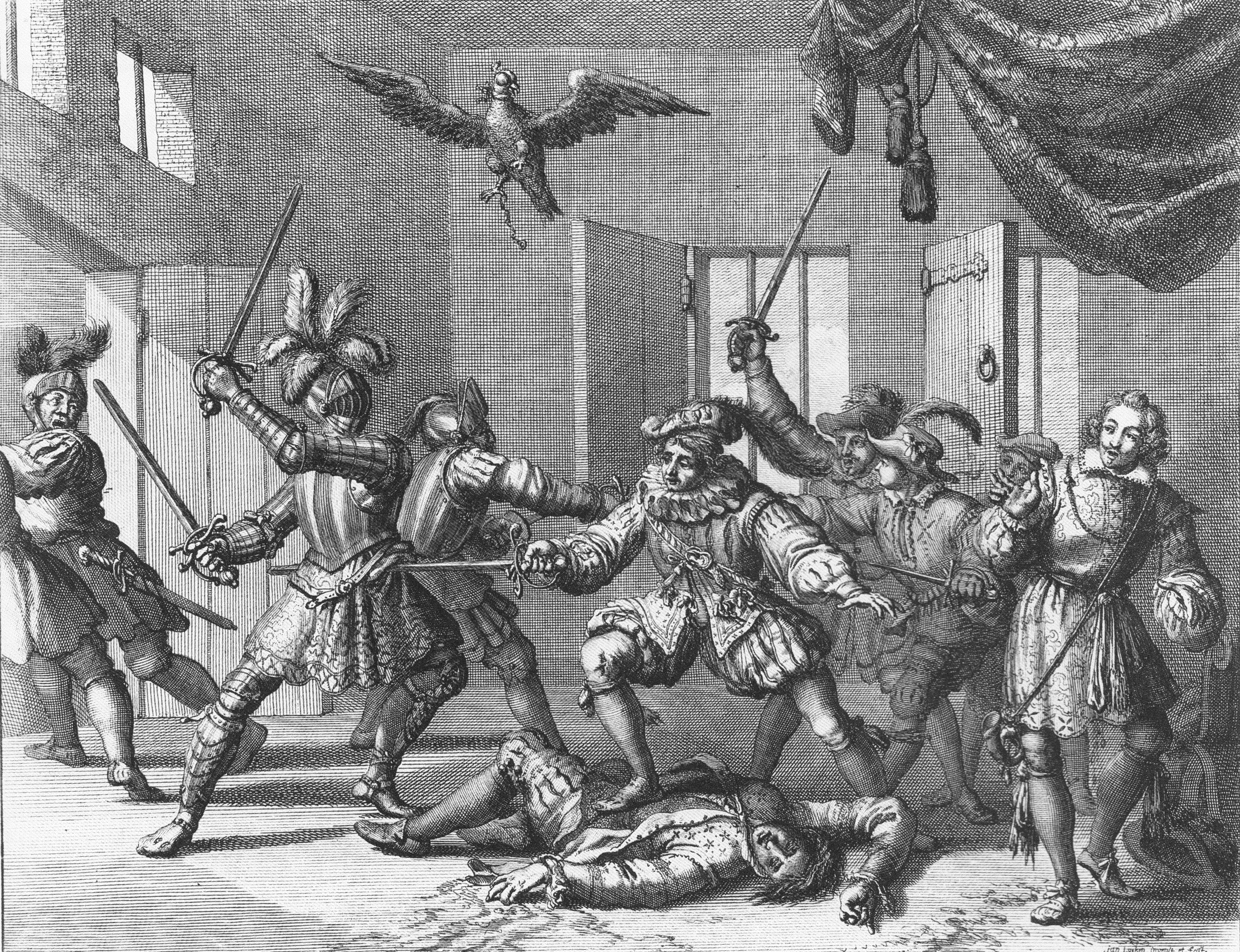
ガウリー陰謀事件（ヤン・ルイケンによる想像画）。アレグザンダー・リヴァンや第3代ガウリー伯爵ジョン・リヴァンらがスコットランド王ジェイムズ6世の暗殺あるいは誘拐を狙ったものとされるが、真相は明らかではない

1619年にケリー伯爵に叙されたトマス・アースキンは、第18代マー伯爵ジョン・アースキンの弟アレグザンダー・アースキン・オヴ・ゴガーの息子である。トマスはスコットランド王ジェイムズ6世（後にジェイムズ1世としてイングランド王に即位）と同い年の学友であり、終生にわたる寵臣であった。1600年に発生したガウリー陰謀事件（英語:  Gowrie Conspiracy）ではジョン・ラムゼイ（後の初代ホルダーネス伯爵）とともに首謀者とされるアレグザンダー・リヴァンを斬り、没収されたリヴァン家（ガウリー伯爵家）の財産の三分の一を与えられている。1604年に「ディーレトンのアースキン卿（Lord Erskine of Dirletowne）」、1606年に「フェントン子爵（Viscount Fentoun）」へ叙された後、1619年に「ケリー伯爵」へと陞叙された。
初代伯爵の孫にあたる第3代ケリー伯爵アレグザンダー・アースキンはイングランド内戦期の軍人であった。彼は騎士党（王党派）に属し、ウスターの戦いで円頂党（議会派）の捕虜となり、釈放後は王政復古まで海外に逃れた。3代伯爵の孫である第5代ケリー伯爵アレグザンダー・アースキンは1745年ジャコバイト蜂起においてジャコバイト側につき、プレストンパンズの戦い・フォルカーク・ミュアの戦い・カロデンの戦いでグレートブリテン王国政府軍と戦い、捕らえられてエディンバラ城へ収監されている。次いで第6代ケリー伯爵となった5代伯爵の息子トマス・アースキンは、音楽家・作曲家として知られる。その弟にあたる第7代ケリー伯爵アーチボルド・アースキンは生涯未婚であったため、爵位は3代伯爵の弟サー・チャールズ・アースキン準男爵の子孫へ継承された。
第10代ケリー伯爵メスヴェン・アースキンが1829年に卒すると、初代伯爵の子孫は断絶した。しかし勅許状には「アースキン家の家名と紋章を帯びる男系男子相続人（“heirs male bearing the name and arms of Earskine”）」への特別継承権（英語: Special remainder）が付されていたため、本家筋（初代伯爵の伯父の子孫）である第26代マー伯爵ジョン・アースキンが継承権を主張。1835年にこれが認められて襲爵、第11代ケリー伯爵となった。
26代マー伯爵兼11代ケリー伯爵ジョンには息子がいなかったため、没後ケリー伯爵位とアースキン家の財産は父方の従弟であるウォルター・アースキンが、マー伯爵位は女系の甥であるジョン・グッドイーヴ（襲爵にあたりグッドイーヴ＝アースキンへ改姓）がそれぞれ相続した。しかし12代ケリー伯爵はマー伯爵の継承権も主張し、相続争いが発生した。貴族院特権委員会は当初12代ケリー伯爵の主張を認めたものの、最終的に1885年の議会立法により、1565年に6代アースキン卿ジョンはマー伯爵の継承を認められるとともにもう一つのマー伯爵が創設されていたと見做すと決定された。これにより、中世創設の元のマー伯爵をジョン・グッドイーヴ＝アースキンが、1565年創設のマー伯爵を第13代ケリー伯爵ウォルター・アースキンが相続することになった。以後2019年現在に至るまでマー伯爵（1565年創設）とケリー伯爵はその子孫によって保持されている。

## ケリー伯爵 （1619年）
- トマス・アースキン (初代ケリー伯爵)（英語版） （1566年 - 1639年）
- トマス・アースキン (第2代ケリー伯爵) （1643年没）
- アレグザンダー・アースキン (第3代ケリー伯爵)（英語版） （1615年頃 - 1677年）
- アレグザンダー・アースキン (第4代ケリー伯爵) （1710年没）
- アレグザンダー・アースキン (第5代ケリー伯爵) （1756年没）
- トマス・アースキン (第6代ケリー伯爵) （1732年 - 1781年）
- アーチボルド・アースキン (第7代ケリー伯爵) （1736年 - 1795年）
- チャールズ・アースキン (第8代ケリー伯爵) （1765年 - 1799年）
- トマス・アースキン (第9代ケリー伯爵)（英語版） （1745年頃 - 1828年）
- メスヴェン・アースキン (第10代ケリー伯爵) （1750年頃 - 1829年）
- ジョン・アースキン (第26代および第9代マー伯爵・第11代ケリー伯爵) （1795年 - 1866年）
- ウォルター・アースキン (第10代マー伯爵・第12代ケリー伯爵) （1810年 - 1872年）
- ウォルター・アースキン (第11代マー伯爵・第13代ケリー伯爵) （1839年 - 1888年）
- ウォルター・アースキン (第12代マー伯爵・第14代ケリー伯爵) （1865年 - 1955年）
- ジョン・アースキン (第13代マー伯爵・第15代ケリー伯爵) （1921年 - 1993年）
- ジェイムズ・アースキン (第14代マー伯爵・第16代ケリー伯爵)（英語版） （1949年 - ）
  - 伯爵位の推定相続人は当代の弟であるアレグザンダー・デイヴィッド・アースキン（Master[訳語疑問点] of Mar and Kellie、1952年生）

### 註釈
1. ↑  ロバート2世の孫で、第11代マー伯爵イザベル・ダグラス（英語版）と結婚し妻の権利によって（Jure uxoris）マー伯爵となった。
2. ↑  12代ケリー伯爵の息子。裁定前に父親の卒去により襲爵していた。